# Adinauclea
Adinauclea là một chi thực vật có hoa trong họ Thiến thảo (Rubiaceae).

## Loài
Chi Adinauclea gồm các loài: